# Маняус
Маняус — река в России, протекает по Азнакаевскому району Татарстана, левый приток реки Стярле.
Длина реки составляет 14 км, площадь водосборного бассейна 54,8 км².
Генеральное направление течения — юго-восток. Протекает через село Агерзе. Имеет три правых притока (от истока к устью): Чибэръелга, Тегерманъелга, Карыелга. Устье находится напротив села Тойкино, в 41 км от устья Стярле.

## Данные водного реестра
По данным государственного водного реестра России, относится к Камскому бассейновому округу, водохозяйственный участок реки — Ик от истока и до устья, речной подбассейн реки — бассейны притоков Камы до впадения Белой. Речной бассейн реки — Кама.
Код объекта в государственном водном реестре — 10010101312111100028473.